# Badumna tangae
Badumna tangae là một loài nhện trong họ Desidae.
Loài này thuộc chi Badumna. Badumna tangae được miêu tả năm 2006 bởi Zhu, Zhang & Yang.